# ボストン市警察

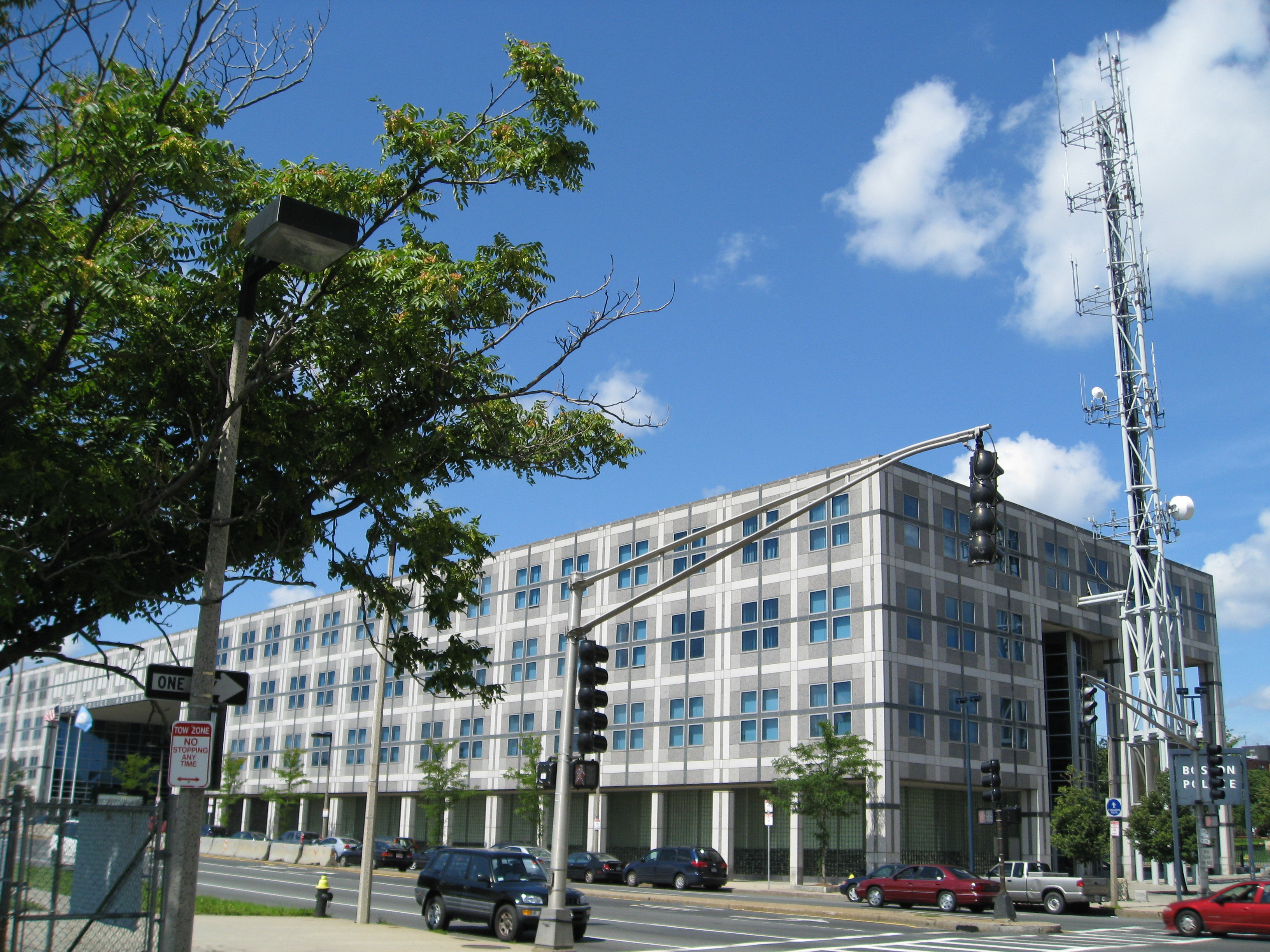
市警本部

ボストン市警察（ボストンしけいさつ、英：Boston Police Department、略称：BPD）は、アメリカ合衆国マサチューセッツ州ボストンに本部を置く、アメリカ合衆国の警察である。

## 歴史
ボストン市警察は、警察組織として正式に発足する以前に1635年に夜警団が設立された。1703年には月に合計で35シリングがメンバーに支払われることが決まった。1838年にはアメリカ合衆国初の市警察となった。

## 階級
| Title                           | Insignia |
| ------------------------------- | -------- |
| Commissioner                    |          |
| Superintendent In Chief         |          |
| Superintendent                  |          |
| Deputy Superintendent           |          |
| Captain/Captain Detective       |          |
| Lieutenant/Lieutenant Detective |          |
| Sergeant/Sergeant Detective     |          |
| Police Officer/Detective        |          |

## ボストン市警察が登場する作品

### 映画
- 華麗なる賭け (1968)
- 複数犯罪 (1972)
- ブローン・アウェイ/復讐の序曲 (1994)
- 処刑人 (1999)
- ビッグ・マネー (2001)
- ミスティック・リバー (2003)
- ディパーテッド (2006)
- ゴーン・ベイビー・ゴーン (2007)
- サロゲート (2009)
- ザ・タウン (2010)
- 復讐捜査線 (2010)
- 俺のムスコ (2012)
- デンジャラス・バディ (2013)
- ゴースト・エージェント/R.I.P.D. (2013)
- パトリオット・デイ (2016)

### テレビドラマ
- 女検死医ジョーダン (2001 - 2007)
- レバレッジ 〜詐欺師たちの流儀 (2008 - 2012)
- FRINGE/フリンジ (2008 - 2013)
- リゾーリ&アイルズ ヒロインたちの捜査線 (2010 - 2016)